# Universidade Estadual do Centro-Oeste
A Universidade Estadual do Centro-Oeste (Unicentro) é uma instituição pública de ensino superior mantida pelo governo do estado do Paraná, com sede na cidade de Guarapuava, onde possui dois campi: Santa Cruz e Cedeteg. Possui campus na cidade de Irati e campi avançados nas cidades de Chopinzinho, Coronel Vivida, Pitanga e Prudentópolis. 
A divulgação do resultado do IGC 2019 (Índice Geral de Cursos), pelo Ministério da Ministério da Educação (MEC) confirma a Unicentro entre as melhores universidades brasileiras. A Universidade Estadual do Centro-Oeste manteve seu conceito 4 – numa avaliação que vai de um à cinco, nota máxima – e, assim, ficou com as 31° colocação entre as 194 instituições de ensino superior avaliadas. O resultado também coloca a Unicentro como a 10° melhor da região sul do Brasil, num universo de 49 instituições, e como a quarta melhor do Paraná. Se forem consideradas apenas as universidades estaduais, a Unicentro é a sexta melhor do país. 

## Histórico
A Unicentro surgiu através da fusão de duas faculdades públicas do estado do Paraná, a Faculdade de Filosofia Ciências e Letras de Guarapuava (Fafig), fundada em 1970, e a Faculdade de Educação, Ciências e Letras de Irati (Fecli), fundada em 1974. Foi criada pela Lei nº 9.295, de 13 de junho de 1990, porém, seu reconhecimento como universidade somente ocorreu em 8 de agosto de 1997, pelo Decreto nº 3.444 do Governo do Estado do Paraná.
Em 2018 passou a ofertar o Curso de Pedagogia para o Campo e em 2019 o Curso de Pedagogia para Os povos Indígenas.